# Anwar Ibrahim
Dato' Seri Anwar bin Ibrahim (ur. 10 sierpnia 1947) – malezyjski polityk, wicepremier Malezji w latach 1993–1998, premier od 2022, były wielokrotny minister, lider opozycji od 2008 do 2022. Członek parlamentu.

## Młodość i edukacja
Anwar urodził się w miejscowości Cherok Tok Kun, w północnej części stanu Penang. Studiował na University of Malaysia.
W latach 1968–1971, jako student, był przewodniczącym Narodowej Unii Malezyjskich Studentów Muzułmańskich (PKPIM). W 1974 w czasie protestów studenckich przeciwko biedzie i klęsce głodu, został aresztowany i osadzony w więzieniu na mocy Internal Security Act, który zezwalał na wymierzanie kary bez procesu sądowego. Jako więzień polityczny spędził w więzieniu 20 miesięcy.

## Kariera polityczna w UNMO

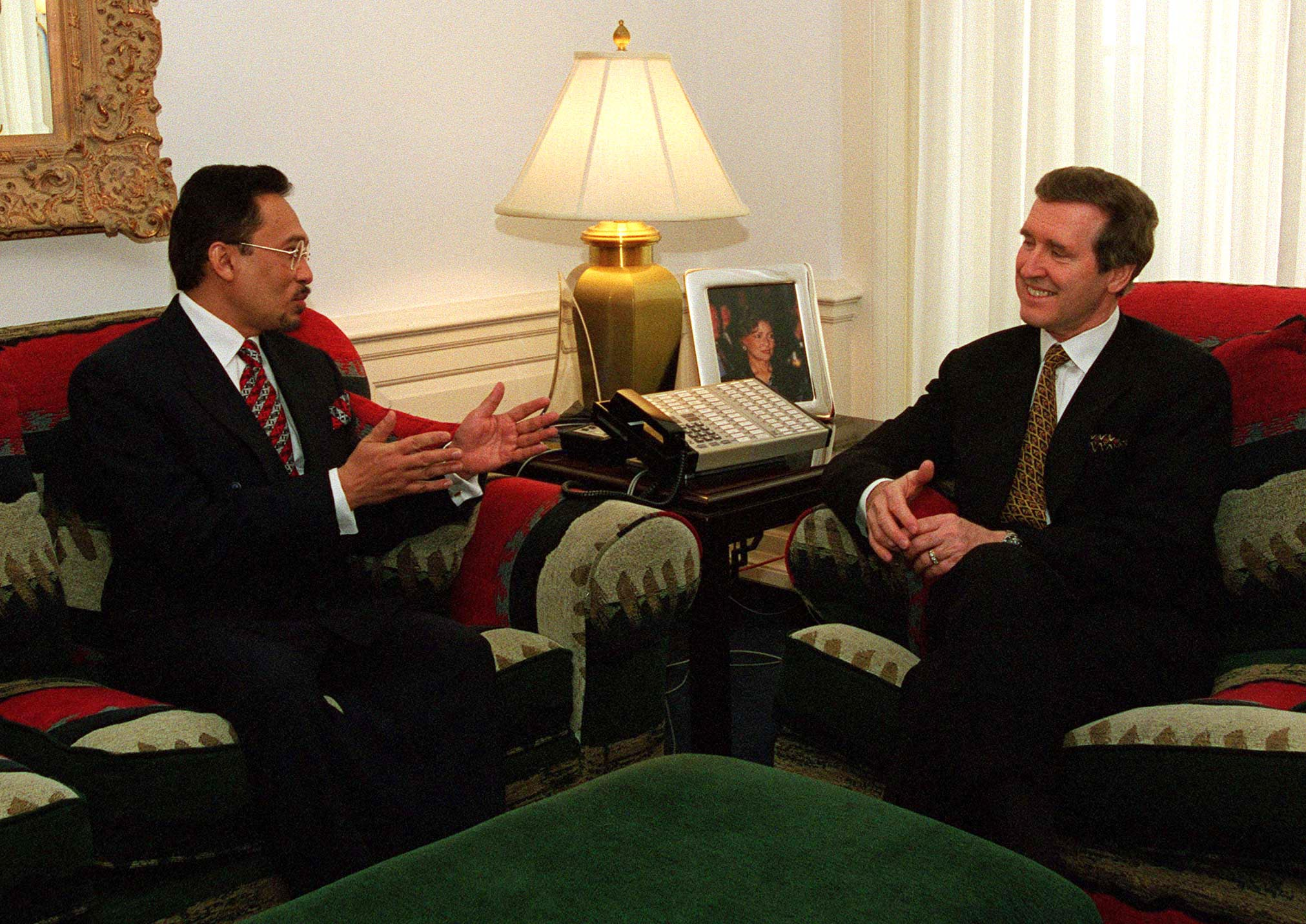
Anwar Ibrahim (z lewej) w sekretarzem obrony USA, Williamem Cohenem.

W 1981 Anwar zaskoczył działaczy liberalnego ruchu studenckiego i wstąpił w szeregi konserwatywnej i nacjonalistycznej Zjednoczonej Malezyjskiej Organizacji Narodowej (UNMO,  United Malays National Organisation), której lider Mahathir bin Mohamad w 1981 objął urząd premiera Malezji.
Anwar Ibrahim szybko piął się po stanowiskach rządowych. W 1983 został ministrem kultury, młodzieży i sportu. W 1984 został ministrem rolnictwa, w 1986 ministrem edukacji. W 1991 Anwar objął tekę ministra finansów. 1 grudnia 1993 objął stanowisko wicepremiera. Jego stosunki z premierem Mahathirem były bardzo dobre, często określane jako relacja „ojciec-syn”. W 1997 Mahathir mianował Anwara p.o. premiera podczas swoich dwumiesięcznych wakacji. W 1994 Anwar otrzymał tytuł szlachecki.

### Kryzys finansowy
Pod koniec lat 90. stosunki Anwara z premierem Mahathirem zaczęły się psuć. Powodem były rozbieżności w podejściu do polityki finansowej i gospodarczej.
W 1997 Azję Południowo-Wschodnią dotknął poważny kryzys finansowy. Anwar, jako minister finansów, poparł plan reformy finansowej zaproponowany przez MFW. Zakładał on zwiększenie inwestycji zagranicznych w Malezji, redukcję wydatków budżetowych i administracyjnych oraz odłożenie w czasie planowanych inwestycji, które były sztandarowymi hasłami premiera Mahathira.
Anwar skrytykował również politykę partyjną UNMO, opierającą się według niego na nepotyzmie i kumoterstwu. Rozpoczął także walkę z korupcją wśród państwowej administracji, domagając się przeprowadzania w przejrzysty sposób audytów w państwowych firmach.

## Zarzuty i proces
W 1998 w Malezji ukazała się książka pt. 50 powodów, dlaczego Anwar nie może zostać premierem, w której zawarte zostały zarzuty korupcji i sodomii przeciw niemu. 2 września 1998 Anwar został zdymisjonowany ze stanowiska wicepremiera i ministra finansów, a następnego dnia wykluczony z partii UNMO.
Przeciw Anwarowi rozpoczęto śledztwo. Jego dawny autor przemówień oraz adoptowany brat zostali zatrzymani i oskarżeni o uprawianie z nim homoseksualnych praktyk. Zostali oni uznani za winnych i skazani na 6 miesięcy więzienia.
Kilka dni później w Kuala Lumpur odbył się stutysięczny marsz poparcia dla Anwara. Protestujący podeszli pod rezydencję premiera Mahathira, domagając się jego odejścia. Tej samej nocy Anwar został zatrzymany w swoim domu przez specjalne jednostki policji.
29 września 1998 Anwar, z podbitym okiem, stawił się w sądzie, zeznając że jest niewinny zarzucanej mu korupcji i sodomii. W czasie procesu głównym dowodem oskarżenia był materac z nasieniem Anwara, co potwierdziły badania DNA. Obrona zarzucała spreparowanie tego dowodu poprzez masturbację Anwara (stymulacja prostaty w celu wywołania wytrysku), w czasie kiedy był nieświadomy. Anwar został także oskarżony o praktyki homoseksualne z szoferem swojej żony.
14 kwietnia 1999 został skazany przez sąd na 6 lat więzienia za korupcję. 6 sierpnia 2000 został natomiast uznany winnym sodomii i otrzymał karę 9 lat pozbawienia wolności. W lipcu 2002 wyrok za korupcję ostatecznie uprawomocnił się, gdyż Anwar przegrał apelację przed Sądem Federalnym.
Amnesty International i Human Rights Watch wyraziły wątpliwości co do obiektywizmu procesu sądowego i uznały Anwara za więźnia sumienia. Wiceprezydent USA Al Gore określił cały proces jako „kpinę” (mockery).
Żona Ibrahima Anwara Wan Azizah Ismail w 1999 założyła ugrupowanie polityczne Parti Keadilan Rakyat (Partia Sprawiedliwości Ludowej), która w wyborach w 2004 zdobyła tylko jeden mandat. Uzyskała go właśnie Wan Azizach Ismail.

### Zwolnienie z więzienia
2 września 2004 Sąd Federalny Malezji w postępowaniu apelacyjnym unieważnił wyrok skazujący Anwara za sodomię, dopatrując się sprzeczności w postępowaniu prokuratorskim.
Z tego powodu Anwar we wrześniu 2004 mógł opuścić więzienie, jako że wyrok za korupcję został mu skrócony za dobre sprawowanie. Sąd Federalny utrzymał mu jednakże 5-letni zakaz pełnienia funkcji politycznych, który miał obowiązywać w jego przypadku do 14 kwietnia 2008.
Po zwolnieniu z więzienia Anwar udzielał wykładów na Uniwersytecie Oksfordzkim oraz w Johns Hopkins School of Advance International Studies w Waszyngtonie.

## Powrót do polityki
W listopadzie 2006 Anwar ogłosił swój przyszły powrót do polityki i udział w wyborach parlamentarnych w 2008. Został doradcą partii swojej żony, Parti Keadilan Rakyat. W 2007 był jednym z organizatorów masowego wiecu w Kuala Lumpur, który domagał się przeprowadzenia uczciwych i przejrzystych wyborów.
Premier Malezji Abdullah Ahmad Badawi w 2008 zarządził jednak wcześniejsze wybory, ustalając ich termin na 8 marca 2008, ponad miesiąc przed upływem zakazu piastowania stanowisk politycznych przez Anwara. W odpowiedzi żona Anawara, Wan Azizah Wan Ismail, zadeklarowała wzięcie udziału w wyborach w okręgu Permatang Pauh, a następnie zrzeczenie się mandatu, by umożliwić przeprowadzenie tam wyborów uzupełniających w późniejszym czasie.
Jej Partia Sprawiedliwości Ludowej utworzyła przed wyborami koalicję Pakatan Rakyat (Pakt Ludowy), która ostatecznie zdobyła 82 mandaty w 222-osobowym parlamencie. Front Narodowy (koalicja wyborcza partii UNMO) premiera Badawiego zdobył 140 mandatów.
14 kwietnia 2008 Anwar wraz z tysiącem swoich zwolenników świętował powrót do polityki po 10 latach nieobecności.

### Zarzuty sodomii
29 czerwca 2008 były 23-letni współpracownik Anwara złożył na policji zeznania przeciw Anwarowi, oskarżając go o zmuszenie do aktów sodomii. 2 lipca 2008 policja oficjalnie sklasyfikowała oskarżenia jako sodomię, zagrożoną 20 latami więzienia. Opierała się przy tym na raporcie medycznym, który miał potwierdzać odbywanie stosunków analnych przez oskarżającego mężczyznę.
16 lipca 2008 Anwar Ibrahim został aresztowany przez policję w celu złożenia zeznań. Następnego dnia został zwolniony z aresztu za kaucją. Anwar uznał zarzuty za politycznie motywowane. Powołał się także na sporządzony raport medyczny, wykluczający zarzucaną mu sodomię.
7 sierpnia 2008 stawił się przed sądem w celu złożenia zeznań, a następnie został zwolniony za kaucją. Początek procesu zapowiedziano na 10 września 2008.

### Wybory uzupełniające 2008
31 lipca 2008 żona Anwara, Wan Azizach złożyła na ręce przewodniczącego parlamentu swoją rezygnację ze stanowiska deputowanej okręgu Permatang Pauh, co umożliwiło przeprowadzenie wyborów uzupełniających w ciągu 60 dni. Anwar Ibrahim już 27 lipca 2008 zapowiedział swój udział w ewentualnych wyborach.
16 sierpnia 2008 Komisja Wyborcza ustaliła termin wyborów uzupełniających w okręgu na 26 sierpnia. Anwar Ibrahim odniósł w nich jednogłośne zwycięstwo, zdobywając o ponad 16 tysięcy głosów więcej niż jego rywal z Frontu Narodowego. 28 sierpnia został oficjalnie zaprzysiężony na stanowisku deputowanego i został liderem opozycji.

### Wybory parlamentarne 2013
W wyborach do parlamentu, które odbyły się 5 maja 2013, Anwar Ibrahim przewodził koalicji trzech partii opozycyjnych o nazwie Sojusz Ludowy (Rakyat), uzyskując najlepszy wynik zanotowany przez opozycję od odzyskania niepodległości. W wyborach do Izby Reprezentantów koalicja rządząca zdobyła 133 miejsca, a opozycja 89 miejsc.
W 2015 r. skazany ponownie na pięć lat więzienia za sodomię.

### Wybory parlamentarne w 2018 r.
W 2018 r. Mahathir bin Mohamad stanął na czele opozycyjnej Palatan Harapan, wygrał wybory i objął urząd premiera. Jednocześnie zapowiedział ustąpienie po jednym lub dwóch latach i przekazanie urzędu premiera Ibrahimowi.

### Premier rządu
24 listopada 2022 został zaprzysiężony na stanowisku premiera Malezji.